# Min själ, upp att lovsjunga Herren
Min själ, upp att lovsjunga Herren är en psalm av Frans Patrik Ohldin från 1893. Den är en parafras över 103:e psalmen i Psaltaren och består av sex strofer med omkväde. Den bearbetades något 1985 för sångboken Lova Herren 1988.Texten finns på http://www.fullbordat.nu/?id=2&songID=14&songbookID=1&year=2006&week=4

## Publicerad som
- Nr 170 i Svensk söndagsskolsångbok 1929 under rubriken "Böne- och lovsånger".
- Nr 73 i Sionstoner 1935 under rubriken "Guds lov".
- Nr 14 i Lova Herren 1988 under rubriken "Guds lov".